# 谷本誠剛
谷本 誠剛（たにもと せいごう、1939年2月15日 - 2005年1月22日）は、日本の児童文学研究者、翻訳家。関東学院大学名誉教授。博士（文学）（筑波大学・論文博士・2004年）（学位論文「昔話と児童文学の文体と表現 昔話から創作昔話へ」）。1998年より2004年まで日本イギリス児童文学会会長などを務めた。息子に生理学研究者の谷本道哉がいる。

## 経歴
兵庫県神崎郡福崎町西谷生まれ。
兵庫県立福崎高等学校を卒業後、1964年に東京教育大学大学院英米文学科修士課程を修了し、静岡大学教養部で講師、助教授、教授、筑波大学で教授をそれぞれ務める。
1992年に関東学院大学文学部で教授に就き、在職中の2005年に死去。
2004年に、学位論文「昔話と児童文学の文体と表現 昔話から創作昔話へ」で博士（文学）（筑波大学）の学位を取得。

## 著書
- 『絵本翻訳講義の実況中継』（語学春秋社、実況中継シリーズ） 1987
- 『児童文学キーワード』（中教出版、子どもの本研究叢書） 1987
- 『児童文学とは何か 物語の成立と展開』（中教出版） 1990
- 『児童文学入門』（研究社出版、英語・英米文学入門シリーズ） 1995
- 『町の文章教室 文章の書き方入門』（北星堂書店） 1996
- 『宮沢賢治とファンタジー童話』（北星堂書店、関東学院大学人文科学研究所研究選書） 1997
- 『物語にみる英米人のメンタリティ』（大修館書店） 1997

### 共著編
- 『英米児童文学読本』（定松正共著、桐原書店） 1982
- 『児童文学とその英語』（編、大修館書店） 1988
- 『A・A・ミルン』（笹田裕子共著、KTC中央出版、現代英米児童文学評伝叢書） 2002
- 『絵本をひらく 現代絵本の研究』（灰島かり共編、人文書院） 2006

## 翻訳
- 『オズの魔法使い』（ライマン・フランク・ボーム原作、国土社、国土社版世界の名作） 1978
- 『いたずらクロードのへんしん』（エドワード・マクラクラン文・絵、国土社） 1980
- 『ゼドとかいぶつのちえくらべ』（ペギー・パリッシュ文、ポール・ガルドン絵、国土社） 1981
- 『クリスマスのあたらしいおともだち』（ジェイムズ・スティーブンスン文・絵、国土社） 1982
- 『シンデレラ』（シャルル・ペロー原作、ロベルト・インノチェンティ絵、西村書店、ワンス・アポンナ・タイム・シリーズ） 1989
- 『ファンタジー文学入門』（ブライアン・アトベリー、菱田信彦共訳、大修館書店） 1999
- 『子どもはどのように絵本を読むのか』（ヴィクター・ワトソン, モラグ・スタイルズ編、監訳、柏書房、リーズ<子どもと本>） 2002

## 論文
- Cinii